# Creve Armando Machava
Creve Armando Machava (* 8. Februar 1996 in Maputo) ist ein mosambikanischer Leichtathlet, der sich auf den 400-Meter-Hürdenlauf spezialisiert hat und auch im Sprint an den Start geht.

## Sportliche Laufbahn
Erste internationale Erfahrungen sammelte Creve Armando Machava 2013 bei den Jugendafrikameisterschaften in Warri, bei denen er im 110-Meter-Hürdenlauf in 14,31 s die Bronzemedaille gewann. Anschließend schied er bei den Juniorenafrikameisterschaften in Mauritius über 110 m Hürden mit 15,45 s in der ersten Runde aus und belegte über 400 m Hürden in 54,38 s den sechsten Platz. Im Jahr darauf gewann er bei den Jogos da Lusofonia in Goa in 53,44 s die Silbermedaille im 400-Meter-Hürdenlauf hinter seinem Landsmann Kurt Couto. Anschließend erreichte er bei den Juniorenweltmeisterschaften in Eugene das Halbfinale, in dem er mit 51,97 s ausschied. 2015 schied er bei den Juniorenafrikameisterschaften in Addis Abeba mit 59,76 s im Vorlauf aus und bei den Leichtathletik-Afrikameisterschaften 2016 in Durban scheiterte er mit 51,62 s ebenfalls in der ersten Runde. 2017 siegte er in 50,73 s bei den Islamic Solidarity Games in Baku und qualifizierte sich auch für die Weltmeisterschaften in London, bei denen er aber mit 51,71 s in der Vorrunde scheiterte. 2018 nahm er erstmals an den Commonwealth Games im australischen Gold Coast teil und schied dort mit 51,60 s im Vorlauf aus. 2019 gelangte er bei den Afrikaspielen in Rabat bis in das Finale, konnte dort seinen Lauf aber nicht beenden. Zudem nahm er erneut an den Weltmeisterschaften in Doha teil, bei denen er mit 50,76 s erneut im Vorlauf ausschied. 2020 siegte er in 50,61 s beim Sollentuna GP und im Jahr darauf nahm er dank einer Wildcard an den Olympischen Spielen in Tokio teil und schied dort mit 50,37 s im Vorlauf aus.

## Persönliche Bestleistungen
- 100 Meter: 11,10 s (−0,8 m/s), 5. Juli 2014 in Strandebarm
  - 60 Meter (Halle): 7,02 s, 13. Januar 2019 in Fürth (mosambikanischer Rekord)
  - 200 Meter (Halle): 21,91 s, 2. Februar 2020 in München (mosambikanischer Rekord)
- 400 Meter: 46,86 s, 21. April 2015 in Bamako
  - 400 Meter (Halle): 47,75 s, 9. Februar 2020 in Sindelfingen (mosambikanischer Rekord)
- 110 m Hürden: 15,40 s, 22. Juni 2013 in Nairobi
  - 60 m Hürden (Halle): 8,43 s, 13. Januar 2019 in Fürth
- 400 m Hürden: 49,54 s, 28. August 2019 in Rabat